# Еріх Леффлер
Еріх Леффлер (нім. Erich Löffler; 23 березня 1908, Айзенах — 27 березня 1945, Франкфурт-на-Майні) — німецький офіцер, оберстлейтенант вермахту. Кавалер Лицарського хреста Залізного хреста.

## Біографія
Під час Другої світової війни був командиром 3-ї роти 57-го піхотного полку, потім — 2-го батальйону, а в 1944 році став командиром всього полку. В березні 1945 року призначений військовим комендантом Кобленца, 18 березня — Франкфурта-на-Майні. Вранці 27 березня 1945 року в перший поверх комендатури влучив американський снаряд. Леффлер і всі співробітники його штабу загинули.

## Нагороди
- Медаль «За вислугу років у Вермахті» 4-го класу (4 роки)
- Медаль «У пам'ять 1 жовтня 1938»
- Залізний хрест 2-го і 1-го класу
- Штурмовий піхотний знак в сріблі
- Медаль «За зимову кампанію на Сході 1941/42»
- 4 нарукавних знаки «За знищений танк»
- Німецький хрест в золоті (4 вересня 1942)
- Лицарський хрест Залізного хреста (7 жовтня 1942)
- Нагрудний знак «За поранення» в сріблі